# آکوچی
آکوچی (نام علمی: Myoprocta) نام یک سرده از خانواده پشمی‌کفلان است.